# André Wall

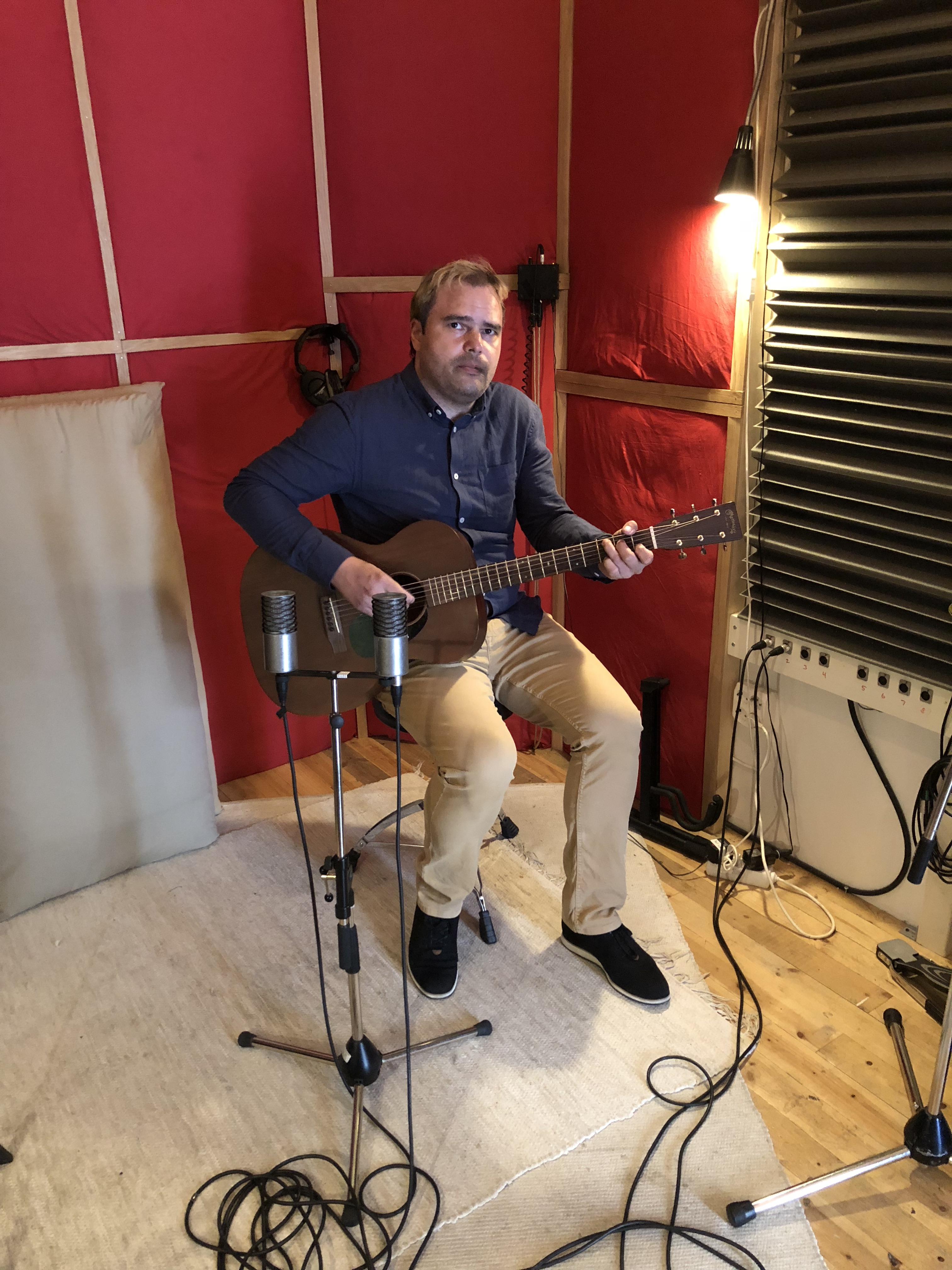
Wall i Helter Skelter Studio 2020

André Alexander Tyrrell Wall, född den 8 oktober 1978 i Västerås, är en svensk-brittisk låtskrivare, sångare, gitarrist, pianist och före detta tennisspelare.

## Tenniskarriär
André Wall vann "Guardian Direct Nationals", Brittiska Nationella Mästerskapen, 1994 i Telford, vilket ledde till att han började att spela tennis på heltid. Han fick ett stipendium och kunde tack vare det studera på Cheam High, ett college i södra London som kombinerar studier med 3-4 timmars träning inom elevernas idrott i samarbete med Sutton Tennis Academy. Detta bidrog till Walls utveckling som tennisspelare och han avslutade sina studier året efter och började tävla som senior på ATP-Touren.
1995 spelade André Wall i Grand Slam-tävlingen, Wimbledonmästerskapen, och var då som 16-åring en av de yngsta i modern tid som deltagit i tävlingen. Han besegrades av kanadensaren Daniel Nestor, som slog Stefan Edberg i Davis Cup 1993 och sedermera blev världsetta i dubbel 2002.
Efter några års tävlande och ett uteblivet genombrott på ATP-Touren avslutade Wall sitt professionella tävlande 1999, men har återvänt sporadiskt för att bland annat spela seriematcher i Division 1 för Västerås Tennisklubb, TK Aros och seriespel för länet Surrey i England.

## Musikkarriär
Musiken tog därefter en allt större roll i hans liv och 2001 påbörjade han sina studier på Kungliga Musikhögskolan i Stockholm. André Wall har sedan slutet av 1999 uppträtt som soloartist eller som musiker i andra konstellationer, bland annat som sångare och kompositör i den brittiska gruppen Invictus. Wall har förutom i Sverige uppträtt som soloartist i Barcelona, London och New York. 2001 började han ett samarbete med gitarristen Jim Frösslund. Samarbetet resulterade i albumet "Dream Away" 2002. Musiken beskrevs i en recension i Vestmanlands Läns Tidning som elgitarr-baserad rock med tydliga influenser från Dire Straits och Chris Rea. André Wall debuterade 2009 som soloartist med albumet "Barcelona Diaries" och singeln "Catalan Theme". Albumets musik, och dagboksbaserade låttexter, återspeglar hans tid som musiker i Barcelona 2006, där han studerade och influerades av den katalanska folkmusiktraditionen. Albumets genre är i huvudsak pop och rock, fast med inslag av folkmusik och bluegrass. 2010 släpptes den fristående mer kommersiella singeln Lucy. Singeln Lucy låg etta på Svenska Närradiolistan (SNL) i fyra veckor i rad under juni/juli 2010 och genren var europeisk pop. Under 2010 släppte Wall även albumet "Out Of the Night" med sitt band Invictus. Albumet påbörjades 2007 och genren var världsmusik och folkrock. Albumet innehöll kända brittiska 1800-talsdikter skrivna av bland andra Lord Byron, William Wordsworth och William Ernest Henley som Wall tonsatt på mestadels piano. Albumet innehöll 15 låtar och fick bra recensioner. Musiktidningen Joyzine beskrev albumet som en högst njutbar platta och dagstidningen Allehanda uttryckte albumet som ett synnerligen ambitiöst och lyckat projekt, men att albumet i sitt uttryck var riktad till en smal målgrupp. Den 1 juni 2012 släpptes singeln "Petal Pie Song" med Walls band Invictus. Singeln inkluderade tre låtar som var mer experimentella och musikaliskt i riktningen världsmusik och Singer-songwriter-betonad folkrock. Singeln "Petal Pie Song" släpptes som en hyllning till Englands drottning Elizabeth II 60 år som regent den 1 juni 2012. Den 16 november 2012 blev André Wall, tillsammans med sin far, inbjuden till den brittiska ambassadörens Paul Johnstons Residens i Diplomatstaden, Stockholm, för att uppträda med låten. Under dagen firades den engelska drottningen. Under våren 2013 producerade och medverkade André Wall på fadern Norman Walls Jazz-influerade album ”Dreams In the Moonlight". I september utgavs singeln "This Child" i ett solo-projekt av André Wall, genren var då rock. Den 31 mars 2014 släpptes albumet Love for the Dead, med Walls grupp Invictus. Albumet innehåller 12 låtar och är starkt influerat av brittiska författare från romantiken. André Wall har tonsatt dikter av de brittiska skalderna William Wordsworth och Percy Bysshe Shelley. Albumets genre är en blandning av folkmusik, världsmusik och folkrock. 
2019 utgavs två singlar med André Wall. Singlarna hade olika genrer. "Vår framtid" skrevs på uppdrag av en Gymnasieskola och innehåller Trance , Pop och Rap. Den andra singeln utgavs den 27/8- 2019 och heter "England's Greenest Hills". Utgivningen innehåller två låtar som båda till stor del, enligt låtskrivaren själv, handlar om André Walls egna längtan till faderlandet England. Singelns andra låt, bygger på en dikt från Romantiken. So We Will Go No More A-Roving av brittiske skalden Lord Byron, som Wall tonsatt  till traditionell folkrock och namngett We Will Go No More A-Roving. Wall samarbetade som vanligt med Invictus, vid arrangemang och inspelning av 1800-tals dikten. Den 6/3-2020 släpptes singeln "The Time Master", som här har spår av både bossa nova , Indierock och folkrock. 
Detta är Wall´s sjätte singel som soloartist, utöver album samt duon Invictus och det märks på självförtroendet. Wall rör sig musikaliskt mot andra närliggande genrer smidigt. Hans experimenterande är till hans fördel, men "The Time Master" visar i grunden tydliga inslag av den keltiska folkrocken, som alltid varit synonymt för Wall som låtskrivare. Singeln utgavs av förlaget-skivbolaget Little One Creations/Amuse, som även gav ut singeln "Tired Of The Game" 1/9-2020. En rock -singel som är synonym med Britpop och rör sig  återigen i en ny riktning i Walls musikaliska resa med en ny genre för varje ny singel, sedan 2019.

## Diskografi

### Album
- 2002 -  Dream Away 2002
- 2009 -  Barcelona Diaries
- 2010 -  INVICTUS- Out Of the Night
- 2012 - INVICTUS- Petal Pie Song
- 2013 -   André Wall Feat. Norman Wall-  Dreams In the Moonlight
- 2014 -  INVICTUS- Love for the Dead

## Singlar
- 2009 - Catalan Theme

1. Catalan Theme
2. Mi Corazón

- 2010 - Lucy

1. Lucy
2. Breathe Away

- 2013 -  This Child

1. This Child
2. Into The Night

- 2019 -  Vår framtid

1. Vår framtid

- 2019 -  England's Greenest Hills

1. England´s Greenest Hills
2. We Will Go No More A-Roving

- 2020 -  The Time Master

1. The Time Master

- 2020 -  Tired Of The Game

1. Tired Of The Game